# Krnčí a Voleška
Krnčí a Voleška přírodní památka a evropsky významná lokalita Natura 2000 na severozápadním okraji města Kladna na katastrálním území Kladna a Libušína. Přírodní památka byla vyhlášena 13. června 2016 a je tvořena dvěma paralelními údolími Krnčí a Voleška, jež jsou spojena plošinou Vlčinec. Chráněné území je ve správě Krajského úřadu Středočeského kraje.

## Lokalita
Krnčí a Voleška leží na SZ okraji statutárního města Kladna v nadmořské výšce 340–403 m n. m. Podle geomorfologického členění ČR náleží území EVL k provincii Česká vysočina, Česko-moravské soustavě, oblasti Středočeská pahorkatina, celku Džbán a podcelku Řevničovská pahorkatina. Reliéf je tvořen dvěma typickými souběžnými džbánskými údolími Krnčí a Voleška (nebo také V olešce) s charakteristickým profilem svahů, která jsou propojena plošinou Vlčinec. Plošiny leží ve výšce okolo 390 m, dolní části svahů u Tuhaně v nadmořské výšce okolo 345 m. Území EVL je součástí lesního komplexu na SZ okraji Kladna, rozprostírajícího se mezi Kladnem, Libušínem a Tuhaní. Jde o nejjižnější (spíše JV) část Džbánu. Na dnech jednotlivých údolí bývaly v minulosti loučky s některými vzácnými slatinnými druhy, v současnosti jsou zalesněné převážně jasanem ztepilým (Fraxinus excelsior).

## Historie
Území bylo vyhlášeno 13 června 2016 . Území doposud nebylo předmětem cílených ochranářských zásahů; o les je v současnosti pečováno jako o běžný hospodářský les .
V době druhé světové války si v údolí Krnčí gestapo zřídilo střelnici. Krátce po atentátu na Heydricha 1. června 1942 zde bylo zastřeleno šest českých obětí. Nad údolím Krnčí se nalézají zbytky chaty primáře Závodní nemocnice v Kladně, doktora Františka Sladkého, doktora, jenž kolaboroval za druhé světové války s nacisty.